# Список ботаников-систематиков/M

Список начинающихся на букву M обозначений имён ботаников, которые используются при цитировании научных (латинских) биноминальных названий растений.
Международный кодекс ботанической номенклатуры (МКБН) рекомендует в публикациях на ботанические темы, особенно если они касаются таксономии и номенклатуры, указывать авторов названий таксонов. Указание авторов названий таксонов следует выполнять в соответствии с правилами и советами, приведёнными в МКБН. В частности, в МКБН дана рекомендация использовать при цитировании авторов таксонов опубликованную в 1992 году книгу Браммита и Пауэлл Authors of plant names с уточнениями и дополнениями, соответствующими сведениям из баз данных International Plant Names Index и Index Fungorum.
Список обозначений содержит:
- стандартную форму обозначения,
- имя на русском языке (если известно),
- имя на родном языке персоны (или на английском),
- год рождения или годы жизни; в некоторых случаях дан год первой публикации (пометка fl.), в которой использовано данное обозначение.

## Разделы списка —Ma,Mc,Me,Mi,Mo,Mu
- M.-F.Robert — Marie-Françoise Robert, fl. 1978
- M.A.Clem. — Клементс, Марк Альвин (англ. Mark Alwin Clements, 1949—)
- M.A.Curtis — Кёртис, Мозес Эшли (англ. Moses Ashley Curtis, 1808—1872)
- M.A.Lane — Meredith A. Lane, 1951—
- M.A.Lawson — Marmaduke Alexander Lawson, 1840—1896
- M.B.Welch — Marcus Baldwin Welch, 1895—1942
- M.Bieb. — Биберштейн, Фёдор Кондратьевич (барон Фридрих Август Маршал фон Биберштейн (нем. Friedrich August Marschall von Bieberstein), 1768—1826)[1]
- M.C.Johnst. — Джонстон, Маршал Конринг (англ. Marshall Conring Johnston, 1930—)
- M.Caball. — Miguel Caballero Deloya, fl. 1969
- M.Catal. — Каталано, Марчелло (итал. Marcello Catalano, 1975—)
- M.E.Jones — Джоунс, Маркус Юджин (англ. Marcus Eugene Jones, 1852—1934)
- M.F.Fay — Michael Francis Fay, 1960—
- M.F.Ray — Martin Forbes Ray, fl. 1998
- M.Ferraro — Matilde Ferraro, fl. 1955
- M.G.Kalen. — M. G. Kaleniczenko, 1931—
- M.Gómez — Гомес де ла Маса, Мануэль (исп. Manuel Gómez de la Maza y Jiménez, 1867—1916)[2]
- M.Hiroe — Minosuke Hiroe, 1914—
- M.Hotta — Mitsuru Hotta, 1935—
- M.Jacobs — Marius Jacobs, 1929—1983
- M.L.Green — Mary Letitia Green, 1886—1978
- M.M.Ivanova — Иванова, Майя Михайловна, 1937—2019
- M.M.Moser — Мозер, Майнхард Михаэль (нем. Meinhard Michael Moser, 1924—2004)
- M.Martens — Мартенс, Мартин (нидерл. Martin Martens, 1797—1863)
- M.N.Philipson — Melva Noeline Philipson, 1925—
- M.Ohki — Masao Ohki, 1930—
- M.R.Schomb. — Шомбургк, Мориц Рихард (Шомбург, Рихард, 1811—1891)
- M.Roem. — Рёмер, Макс Йозеф (нем. Max Joseph Roemer, 1791—1849)
- M.S.Baker — Бейкер, Майло Сэмюэл (англ. Milo Samuel Baker, 1868—1961)
- M.Schulze — Carl Theodor Maximilian Schulze, 1841—1915
- M.Silva — Manuel da Silva, 1916—
- M.Sm. — Смит, Матильда (Смит, Матильда, 1854—1926)
- M.Toman — Miloslav Toman, 1932—
- M.Traverso — Mido Traverso, fl. 1999
- M.W.Chase — Чейз, Марк (англ. Mark Wayne Chase, 1951—)
- M.Wagner — Вагнер, Мориц (нем. Moritz Friedrich Wagner, 1813—1887)

### Ma
- Maack — Маак, Ричард Карлович (нем. Richard Karlovich Maack, 1825—1886)
- Mabille — Мабиль, Жюль Поль (фр. Jules Paul Mabille, 1835—1923)
- Mack. — Маккензи, Кеннет Кент (англ. Kenneth Kent Mackenzie, 1877—1934)
- Macklin — E. D. Macklin, fl. 1925
- MacMill. — Макмиллан, Конвей (англ. Conway MacMillan, 1867—1929)
- Macoun — en:John Macoun, 1831—1920
- Madrigal — X. Madrigal-Sanchez, fl. 1969
- Maek. — Tokujirô (Tokijiro) Maekawa, 1886—
- Magnol — Маньоль, Пьер (фр. Pierre Magnol, 1638—1715)[3]
- Magnus — Магнус, Пауль (нем. Paul Wilhelm Magnus, 1844—1914)
- Maguire — Магуайр, Бассет (Магуайр, Бассет, 1904—1991)
- Maiden — Мэйден, Джозеф Генри (англ. Joseph Henry Maiden, 1859—1925)
- Maingay — Alexander Carroll Maingay, 1836—1869
- Maire — Мэр, Рене Шарль Жозеф (фр. René Charles Joseph Maire, 1878—1949)
- Majevski — Маевский, Пётр Феликсович (1851—1892)
- Makhm. — A.M. Makhmedov, 1951—
- Makino — Макино, Томитаро (яп. 牧野富太郎, англ. Tomitaro Makino, 1862—1957)
- Malag. — Малагаррига, Рамон Пеньяфорт (исп. Ramón Peñafort Malagarriga, 1904—1990)
- Malençon — Малансон, Жорж (фр. Georges Jean Louis Malençon, 1898—1984)
- Malick — K. C. Malick, 1938—
- Manden. — Манденова, Ида Пановна (Ida P. Mandenova, 1907—1995)
- Mansf. — Мансфельд, Рудольф (нем. Rudolf Mansfeld, 1901—1960)
- Marais — Марэ, Вессель (англ. Wessel Marais, 1929—)
- Maranta — Маранта, Бартоломео (итал. Bartolomeo Maranta, 1500—1571)
- Maratti — Маратти, Джованни Франческо (Giovanni Francesco Maratti, 1723—1777)
- Marc.-Berti — Luis Marcano-Berti, fl. 1967
- Marchand — en:Nestor Léon Marchand, 1833—1911
- Marie — Edouard Auguste Marie, 1835—1888
- Mariz — Joaquim de Mariz, 1847—1916
- Markgr. — Маркграф, Фридрих (нем. Friedrich Markgraf, 1897—1987)
- Marquis — Марки, Александр Луи (фр. Alexandre Louis Marquis, 1777—1828)
- Marshall — Маршалл, Хамфри (Маршалл, Хамфри, 1722—1801)[4]
- Martínez — Мартинес, Максимино (исп. Maximino Martínez, 1888—1964)[5]
- Mart. — Марциус, Карл Фридрих (Марциус, Карл Фридрих Филипп фон, 1794—1868)[6]
- Mart.Crov. — Мартинес Кроветто, Рауль (исп. Raúl Martínez Crovetto, 1921—1988)
- Martynov — Мартынов, Иван Иванович (1771—1833)[7]
- Masam. — Масамунэ, Гэнкэй (яп. 正宗厳敬, англ. Genkei Masamune, 1899—1933)
- Maslin — Мэслин, Брюс Роджер (англ. Bruce Roger Maslin, 1946—)
- Mason — en:Francis Mason, 1799—1874[8]
- Massee — Масси, Джордж Эдуард (англ. George Edward Massee, 1850—1917)
- Massjuk — Масюк, Надежда Прохоровна (1930—2009)
- Masson — Массон, Фрэнсис (англ. Francis Masson, 1741—1805)
- Mast. — Мастерс, Максвелл Тилден (англ. Maxwell T. Masters, 1833—1907)
- Mathias — Матиас, Милдред Эстер (англ. Mildred Esther Mathias, 1906—1995)
- Maton — Мэтон, Уильям Джордж (исп. William George Maton, 1774—1835)
- Matousch. — Матоушек, Франц (Franz Matouschek, 1871—)
- Matsum. — Мацумура, Ниндзо (яп. 松村任三, 1856—1928)
- Mattei — Маттеи, Джованни Этторе (итал. Giovanni Ettore Mattei, 1865—1943)
- Mattf. — Маттфельд, Иоганнес (нем. Johannes Mattfeld, 1895—1951)
- Mattioli — Маттиоли, Пьетро Андреа Грегорио (итал. Pietro Andrea Mattioli, 1501—1577)[3]
- Matuda — Мацуда, Эйдзи (яп. 松田英二, исп. Eizi Matuda, 1894—1978)
- Mauri — Маури, Эрнесто (исп. Ernesto Mauri, 1791—1836)
- May — May, fl. 1870—1887
- Mayo — Simon Joseph Mayo, 1949—
- Mayr — Майр, Генрих (нем. Heinrich Mayr, 1854—1911)
- Maxim. — Максимович, Карл Иванович (1827—1891)
- Maxon — Максон, Уильям Ральф (англ. William Ralph Maxon, 1877—1948)
- Mazurenko — Мазуренко, Мая Тимофеевна (1935—2013)
- Mazzuc. — Giovanni Mazzucato, 1787—1814[9]

### Mc
- McGregor — ??? Richard Crittenden McGregor, 1871—1936 или Ronald Leighton McGregor, 1919—
- McKinney — Маккинни, Харолд Холл (Harold Hall McKinney, 1889—)
- McPherson — Макферсон, Гордон (nl:Gordon McPherson, 1947—)
- McVaugh — МакВо, Роджерс (англ. Rogers McVaugh, 1909—2009)

### Me
- Medik. — Медикус, Фридрих Казимир (нем. Friedrich Kasimir Medikus, 1736—1808)[10]
- Meekiong — Kalu Meekiong
- Meikle — Robert Desmond Meikle[англ.], 1923–2021
- Meinsh. — Майнсхаузен, Карл Фридрих (нем. Karl Friedrich Meinshausen, 1819—1899)
- Meisn. — Мейсснер, Карл Фридрих Даниэль (нем. Carl Meissner, 1800—1874)[11]
- Mejen — Мейен, Сергей Викторович (1935—1987)
- Melderis — wikispecies:Aleksandre Melderis, 1909—1986
- Mell — wikispecies:Clayton Dissinger Mell, 1875—1945
- Mendel — Мендель, Грегор (нем. Gregor Johann Mendel, 1822—1884)
- Mendonça — Мендонса, Франсишку ди Ассенкан (порт. Francisco de Ascensão Mendonça, 1889—1982)[12]
- Menezes — Carlos Azevedo de Menezes, 1863—1928
- Menzies — Мензис, Арчибальд (англ. Archibald Menzies, 1754—1842)
- Merckl. — Мерклин, Карл Евгеньевич (1821—1904)
- Mereschk. — Мережковский, Константин Сергеевич (1855—1921)
- Merr. — Меррилл, Элмер Дрю (англ. Elmer Drew Merrill, 1876—1956)
- Mert. — Мертенс, Франц Карл (нем. Franz Karl Mertens, 1764—1831)
- Merxm. — Мерксмюллер, Германн (wikispecies:JHermann Merxmüller, 1920—1988)
- Mett. — Меттениус, Георг Генрих (нем. Georg Heinrich Mettenius, 1823—1866)
- Meyen — Мейен, Франц Юлиус Фердинанд (нем. Franz Julius Ferdinand Meyen, 1804—1840)
- Mez — Мец, Карл Кристиан (нем. Carl Christian Mez, 1866—1944)

### Mi
- Micheli — Микели, Марк (Микели, Марк, 1844—1902)[13]
- Mickel — wikispecies:John T. Mickel, 1934—
- Michael — Edmund Michael, 1849—1920
- Michx. — Мишо, Андре (фр. André Michaux, 1746—1803)
- Middend. — Миддендорф, Александр Фёдорович (нем. Alexander Theodor von Middendorff, 1815—1894)
- Miégev. — Миежевилль, Жозеф (фр. Joseph Miégeville, 1819—1901)
- Miers — Майерс, Джон (англ. John Miers, 1789—1879)
- Mig. — Мигула, Вальтер (нем. Walter Emil Friedrich August Migula, 1863—1938)
- Migo — Hisao Migo, 1900—[14]
- Mikan — Johann Christian Mikan, 1769—1844[15]
- Mikheev — A. D. Mikheev, 1933—
- Miki — Shigeru Miki, 1901—1974
- Mikl.-Maclay — Миклухо-Маклай, Николай Николаевич (1846—1888)
- Middled. — Harry Middleditch, 1927—
- Milde — Мильде, Карл Август Юлиус (нем. Carl August Julius Milde, 1824—1871)
- Mill. — Миллер, Филип (англ. Philip Miller, 1691—1771)[16]
- Millsp. — Миллспо, Чарльз Фредерик (Charles Frederick Millspaugh, 1854—1923)
- Milne-Redh. — Милн-Редхед, Эдгар (Edgar Wolston Bertram Handsley Milne-Redhead, 1906—1996)
- Minkw. — Минквиц, Зинаида Александровна фон (1878—1918)
- Minod — Мино, Марсель Морис (Marcel Maurice Minod, 1887—1939)
- Miq. — Микель, Фридрих Антон Вильгельм (нем. Friedrich Anton Wilhelm Miquel, 1811—1871)
- Miranda — Миранда, Фаустино (es:Faustino Miranda, 1905—1964)
- Mirb. — Мирбель, Шарль-Франсуа Брюссо де (фр. Charles-François Brisseau de Mirbel, 1776—1854)
- Miscz. — Мищенко, Павел Иванович (ботаник) (1869—1938)
- Mitch. — Митчелл, Джон (географ) (англ. John Mitchell, 1711—1768)
- Mitterp. — Миттерпахер, Людвиг (венг. Mitterpacher Lajos, 1734—1814))
- Mittler — Миттлер, Людвиг (Ludwig Mittler)
- Miyabe — англ. Kingo Miyabe, 1860—1951
- Miyake — Миякэ, Киити (англ. Kiichi Miyake, яп. 三宅喜一, 1876—1964)

### Mo
- Moc. — Мосиньо, Хосе Мариано, 1757—1820
- Moench — Мёнх, Конрад (нем. Konrad Mönch, 1744—1805)
- Mohl — Моль, Хуго (нем. Hugo Mohl, 1805—1872)
- Möhring — Мёринг, Пауль Генрих Герхард (нем. Paul Heinrich Gerhard Möhring, 1710—1792)
- Molina — Молина, Хуан Игнасио (исп. Juan Ignacio Molina или Giovanni Ignazio Molina, 1737—1829)[17]
- Moldenke — Молденке, Гарольд Норман (англ. Harold Norman Moldenke, 1909—1996)[18]
- Molseed — Молсид, Элвуд Уэнделл (англ. Elwood Wendell Molseed, 1938—1967)
- Monnet — Paul-Louis Monnet, —1915
- Mont. — Jean Pierre François Camille Montagne, 1784—1866
- Montandon — F.Jules Montandon (fl. 1856)
- Monv. — es:M. Chevalier de Monville, 1783—
- Moon — Alexander Moon, —1825
- Moore — David Moore, 1808—1879[19]
- Moq. — Мокен-Тандон, Альфред (фр. Horace Bénédict Alfred Moquin-Tandon, 1804—1863)
- Morat — Philippe Morat, 1937—[20]
- Mord.Laun. — Jean Claude Mien Mordant de Launay, 1750—1816[21]
- Morelet — Пьер Мари Артур Мореле, 1809—1892
- Moretti — Моретти, Джузеппе (итал. Giuseppe Moretti, 1782—1853)
- Moric. — Мориканд, Стефано (фр. Stefano Moricand, 1779—1854)
- Morison — Морисон, Роберт (англ. Robert Morison, 1620—1683)[3]
- Moritzi — Моритци, Александр (фр. Alexandre Moritzi, 1807—1850)
- Morong — Моронг, Томас (англ. Thomas Morong, 1827—1894)
- Morton — Мортон, Стерлинг (англ. Julius Sterling Morton, 1832—1902)[22]
- Möschl — Wilhelm Möschl, 1906—1980[23]
- Moss — en:Charles Edward Moss, 1870—1930
- Mosyakin — Мосякин, Сергей Леонидович (1961—)
- Mouill. — en:Pierre Mouillefert, 1845—1903

### Mu
- Muehlenpf. — F. Mühlenpfordt fl., 1849—1891
- Muhl. — Мюленберг, Готтилф Генри Эрнест (англ. Gotthilf Henry Ernest Muhlenberg, 1753—1815)
- Muldashev — A. A. Muldashev, 1954—
- Müll.Arg. — Мюллер Ааргауский, Иоганнес (нем. Johannes Müller Argoviensis, 1828—1896)
- Müll.Hal. — Мюллер, Карл (естествоиспытатель) (нем. Carl (Karl) Müller, 1818—1899)[24]
- Münchh. — Мюнхгаузен, Отто фон (нем. Otto von Münchhausen, 1716—1774)[25]
- Munro — Манро, Уильям (англ. William Munro, 1818—1880)
- Munz — Манц, Филип Александр (англ. Philip Alexander Munz, 1892—1974)
- Murb. — Мурбек, Сванте Самуэл (швед. Svante Samuel Murbeck, 1859—1946)
- Murray — Муррей, Юхан Андреас (швед. Johan Andreas Murray, 1740—1791)[26]
- Murrill — Меррил, Уильям Альфонсо (англ. William Murrill, 1869—1957)
- Muschl. — Мушлер, Рейнхольд Конрад (нем. Reinhold Conrad Muschler, 1883—1957)
- Muss.-Puschk. — Мусин-Пушкин, Аполлос Аполлосович (1760—1805)[27]
- Mutel — Мютель, Пьер Огюст Виктор (Мютель, Пьер Огюст Виктор, 1795—1847)
- Mutis — Мутис, Хосе Селестино (исп. José Celestino Mutis, 1732—1808)
- Myrz. — P. Myrzakulov

### Комментарии
1. ↑  Ранее использовалось обозначение: Bieb. и (реже) M.B. (напр. во Фл. СССР, вып. 3)
2. ↑  Вариант записи сокращения: M.Gomez
3. 1 2 3  Долиннеевский ботаник. Названия, опубликованные им до 1 мая 1753 года, не считаются действительно опубликованными с точки зрения Международного кодекса ботанической номенклатуры, в связи с чем в современной научной литературе это обозначение практически не встречается.
4. ↑  Встречается также сокращение: Marsh.
5. ↑  Вариант записи обозначения: Martinez
6. ↑  Иногда встречается другое обозначение автора: Martius
7. ↑  Встречается также сокращение: Martinov
8. ↑  В советское время сокращение Mason использовалось для обозначения другого учёного — Herbert Louis Mason, 1896—1994
9. ↑  Устаревшее обозначение автора: Mazz.
10. ↑  Другое обозначение автора: Medic.
11. ↑  Неправильно: Meissn.
12. ↑  Вариант записи обозначения: Mendonca
13. ↑  В советское время сокращение Micheli использовалось для обозначения другого учёного — Pietro Antonio Micheli, 1679—1737
14. ↑  Другой вариант обозначения: H.Migo
15. ↑  Другое обозначение автора: J.C.Mikan
16. ↑  Другое обозначение автора: P.Mill.
17. ↑  Старое обозначение автора: Mol.
18. ↑  Другой вариант обозначения: Mold.
19. ↑  В советское время сокращение Moore использовалось для обозначения другого учёного — Thomas Moore, 1821—1887
20. ↑  Устаревшее обозначение автора:P.Morat
21. ↑  Устаревшее обозначение автора: Mord. de Laun.
22. ↑  В советское время сокращение Morton использовалось для обозначения другого учёного — Conrad Vernon Morton, 1905—1972
23. ↑  Другой вариант обозначения: Moschl
24. ↑  Встречается также обозначение C.Müll.
25. ↑  Иногда применяют обозначение: Muenchh.
26. ↑  Другой вариант обозначения: Murr.
27. ↑  Другие варианты обозначения: Muss.Puschk., Muss.-Puschk., Puschk.